# Anarta albivena
Anarta albivena är en fjärilsart som beskrevs av Adrian Hardy Haworth. Anarta albivena ingår i släktet Anarta och familjen nattflyn. Inga underarter finns listade i Catalogue of Life.